# Philodendron brunneicaule
Philodendron brunneicaule är en kallaväxtart som beskrevs av Thomas Bernard Croat och Michael Howard Grayum. Philodendron brunneicaule ingår i släktet Philodendron och familjen kallaväxter. Inga underarter finns listade.